# 터미네이터: 미래전쟁의 시작
《터미네이터: 미래 전쟁의 시작》(영어: Terminator Salvation)은 터미네이터 시리즈 중 4번째 영화 작품이다. 2009년에 개봉하였다.

## 줄거리
심판의 날이 나기전인 2003년, 사형수 마커스 라이트는 스카이넷 개발을 위해 코건 박사에 의해 시신을 "프로젝트 엔젤"에 기증을 하게 된다. 케이트 브루스터의 아버지인 로버트 브루스터가 개발중에 있었던 군사방어시스템인 스카이넷이 자각력이 생기면서 인류를 위협의 대상으로 보고 핵공격을 감행한다. 결국 T-850(아널드 슈워제네거 분)의 예언대로 2003년에 심판의 날이 일어나게 되고 핵공격으로 전 세계 인구의 절반이 죽게 되면서 나머지 생존한 절반의 인구들은 이날을 심판의 날이라 불렀다.
때는 2018년 인간 저항군의 단체 테크-컴 리더인 존 코너는 기계군단의 비밀을 캐기 위해 저항군 조직과 함께 스카이넷이 만든 실험 기지에 침투하지만, 결국 부대원들을 모두 잃게 된다. 한편 존 코너의 침입한 그 곳에 있었던 마커스는 15년동안 혼수상태에서 다시 깨어나서 가까스로 실험기지에서 탈출하지만 그는 이미 과거의 모든 기억을 잃어버린 상태였다.
한편 코너는 저항군 잠수함에게 위치요청이 거부되었음에도 불구하고 저항군의 리더를 찾는다. 그리고 스카이넷 실험기지에 침투했던 부대원들에 의해 스카이넷의 기계스위치를 끄는 전파가 있다는 사실을 알게된다. 코너는 hydrobot과 hk를 실험대상으로 하여 실험하는데 성공한다.
핵공격에 의해 잿더미로 파괴된 LA를 마커스는 보게되고 그는 아직 심판의 날이 일어났는지 현재 모르는 상태, 황페해진 LA를 둘러보다 먼곳에 사람인 줄 알고 불렀지만 그것은 기계인 T-600이었다. 하지만 카일 리스의 구출로 마커스는 위기를 벗어나고 T-600은 결국파괴된다. 아직 현재의 상황을 모르는 마커스는 카일리스에게 심판이 일어났다는 사실을 듣게된다.
T-600의 파괴, aerostat의 위치추척을 당해 스타와 카일 리스, 마커스는 계속 도망가지만 결국 카일 리스와 스타는 터미네이터 하베스터에게 잡혀 스카이넷의 본부로 끌려가고 만다. 마커스는 트랜스포터에 갇힌 카일리스를 구해주다 하베스터에 잡혀 저지당하지만 저항군의 A-10 2기가 하베스터를 공격해 마커스는 강가로 떨어지게 된다. A-10두기가 hk하나를 격추시키는데 성공하지만 트랜스포터에서 나온 또다른 hk에 의해 파괴되면서 A-10에 있던 블레어는 탈출한다.
한편 혼자 남게 된 마커스는 인간 저항군 중 한 사람인 블레어 윌리엄스를 도와준 계기로 인간 저항군 캠프로 들어가게 된다. 마커스는 블레어와 함께저항군기지에 들어가다 톱니마인의 자성으로 마인의 폭파와 함께 정신을 잃고 마커스는 저항군의 치료를 받으려다 존코너의 아내 케이트가 마커스의 내부부위를 보며 놀라더니 반즈에 의해 다시정신을 잃게된다. 존 코너는 마커스의 심문하고 마커스는 자신이 사람의 몸이 아닌 기계의 몸을 보게되며 자신이 기계가 되었다는 사실을 알게된다. 그를 심문하던 중 그에게서 그토록 찾아헤메던 카일 리스의 행방을 듣게 된다. 카일 리스는 그의 어머니인 사라 코너를 지키기 위해 미래에서 과거로 보내졌던 그의 아버지 이름이었던 것이었다. 존 코너는 카일 리스를 구하지 못하면 인류의 미래에 비극이 닥칠 것이라는 어머니의 경고에 따라 스카이넷을 파괴하고 카일 리스를 구하기 위해 마커스와 손을 잡는다. 단말기를 주면서 그것으로 카일리스를 찾으라고 한다.
마커스는 스카이넷으로 들어가 스카이넷시스템과 접촉하면서 북문타워의 작동을 중지시키고 카일리스의 위치를 단말기를 통해 존코너에게 알리게된다. 그리고 과거의 기억을잃어버려 과거자료를 찾던도중 자신이 세레나코건박사에게 자신의 몸을 기증했다는 사실을 알게된다. 접촉하는동안 기계눈으로 기록된 뇌부분에 있는 칩에 있던 내용은 스카이넷에게 업로드된다. 그곳에서 코건박사를 보지만 그것은 스카이넷이 컴퓨터로 재현한 영상시스템 이었다. 스카이넷에 의해 마커스는 찢겨진몸이 복구되고 자신이 "잠입형 프로토타입"이고 사이버다인 기술로 자신이 다시 태어난 것, 잠입형프로토타입으로서 타겟을 데리고 오는 것이 목표라 말하고 있다. 스카이넷은 존코너가 죽게된다는 것을 보여주면서 이에 분노한 마커스는 머리에 있던 칩을 부수고 존코너를 구하려 간다.
존 코너는 모터 터미네이터를 유인해 잡아 눈을 분리하고 단말기계로 모터 터미네이터눈을 연결해 들어가는데 쓰면서 스카이넷의 기지안까지 침투하게 된다. 모터 터미네이터 눈으로 감옥에 있던 사람들을 탈출시키고 카일 리스의 위치를 전송받았던 존은 카일리스의 위치까지 가게된다. 하지만 그것은 스카이넷의 함정에 걸려든 것이었다. 그리하여 존 코너는 카일 리스 구하러가는 도중 T-800 (로랜드 킥킹거)하고 마주친다. 존 코너는 겨우 잠시나마 힘겹게 벗어나고 존코너는 카일 리스를 만나게 된다. 그리고 스카이넷기지를 파괴하기 위해 먼저 카일리스를 탈출 시킨다. T-800에게 잡혀 죽는듯 했으나 마커스의 방해로 지연된다. 마커스와 T-800이 육탄전을 벌이는 동안 존코너는 T-800의 핵전지를 이용해 스카이넷 기지를 폭파하려는 작업을 하기시작한다. 그동안 마커스는 결국 T-800의 치명적인 공격으로 정신을 잃게된다. 존코너는 T-800의 음성변조된 카일 리스 목소리에 속아 결국 마주치게되고 T-800이 잠시 움직임이 멈추는 동안 존코너는 전기충격기로 마커스를 깨우는데 성공하지만 심장을 관통당해 치명적상처를 입고 깨어난 마커스가 힘겹게 T-800을 파괴 시켜 존과 함께 탈출하고 스카이넷 또한 통째로 날려 보낸다.
그러나 탈출에 성공했었던 존 코너는 심장이 멈출 위기에 처하는데 존 코너는 카일 리스에게 저항군이라는 것을 증명하는 옷을주며 자신의 죽음을 기다리다 마커스는 존 코너를 위해 자기의 심장을 기증하여 존 코너를 살리게 된다. 마지막 장면에서 존 코너는 "스카이넷을 파괴 되었지만 아직 스카이넷의 주변 시스템은 아직 작동하고 있다" 며 아직 전쟁이 끝난게 아니라고 말하면서 "미래는 우리들이 만들 것이다" "나는 존 코너다. 이것을 듣게 된다면 당신들은 저항군들이다" 라며 끝이난다.
하지만 이 엔딩은 원래 엔딩이 유출 된 후에 급하게 새로 만들어진 엔딩으로서 원래의 엔딩은 터미네이터3에서 터미네이터 (아놀드 슈왈제네거)가 한 말과 밀접한 관계가 있으며 터미네이터3에서 터미네이터는 자신을 보낸게 존 코너가 아닌 케이트 브루스터가 보냈다고 하였다. 이의 내용을 계속 이어지게 하여 터미네이터4 에서는 존 코너를 죽게 만들고 마커스가 터미네이터이기에 마커스의 얼굴을 존 코너로 바꾸고 마커스가 저항군의 총사령관이 되어서 저항군을 이끌고 스카이넷과 싸운다는 내용이었다. 감독판 에서는 원래 이 엔딩으로 끝난다.

## 배역
| 배우                   | 역할            |
| ---------------------- | --------------- |
| 크리스천 베일          | 존 코너         |
| 샘 워딩턴              | 마커스 라이트   |
| 문 블러드굿            | 블레어 월리엄스 |
| 안톤 옐친              | 카일 리스       |
| 브라이스 댈러스 하워드 | 케이트 코너     |
| 베스 베일리            | 리사            |
| 크리스 브라우닝        | 크리슨          |
| 마이클 아이언사이드    | 애시 다운       |
| 린다 해밀턴            | 세라 코너       |
| 브라이언 스틸          | T-600           |
| 롤란트 키킹거          | T-800           |

## 등장인물
존 코너
테크-컴 사령관이며 스카이넷을 파괴해 인간과 기계의 전쟁을 종전시키고 인류를 구하려 한다. 그의 아버지인 카일 리스를 구하기 위해 스카이넷을 침투한다.
마커스 라이트
2003년, 코건 박사에 의해 시신을 기증하고 자신의 기억을 잃은 채 2018년에 눈을 뜨게 된다. '반(半)로봇'이 되어버렸으며 블레어를 구한 이후로 저항군 기지에 들어간다.
블레어 윌리엄스
인간저항군에 소속된 여전사이며 2004년 심판의 날 폭발때 유일하게 살아남는 생존자이다.
카일 리스
LA 지부 저항군을 당담했고 스타(제이다그레이스 베리)와 함께 저항군이 구성되었다. 터미네이터에 납치당해 스카이넷으로 끌려가고 만다. 나중에 존 코너의 아버지로 밝혀진다.
케이트 코너
테크-컴 부사령관이며 존 코너의 아내이다.
리사
카일 리스와 같이 활동하는 9살 소녀이다.
크리슨
테크-컴 3인자이며 존 코너의 오랜 동지이다.
애쉬 다운
미국 군대 전 사령관이 있었으며 그 이후에는 레지스탕스 사령관이 되어 스카이넷 파괴작전을 지휘를 하였으나 결국 스카이넷에게 노출이 되어 죽고 만다.
사라 코너
테크-컴 사령관인 존 코너의 어머니이며 전편에서 백혈병으로 죽기 전에 스카이넷에 관한 모든 얘기를 목소리 테이프에 녹화를 하여서 나중에 존 코너가 스카이넷을 파괴하게 도와주는 출발점을 만들어 주었다.
T-600
T-800이 개발되기 전 구형 모델이며 2016년에 스카이넷에 의해 양산되었다. 피부가 인간과 비슷한 생체가 아닌 매끄러운 라텍스 고무로 되어 있어서 육안으로도 구별하기가 쉽다. 전투에서는 그럭저럭 쓸만하지만 고무피부의 냄새와 불완전한 모습 때문에 잠입으로서의 용도는 부적합한 편이다.
T-800
터미네이터 4에 나왔던 T-800 이전 시리즈보다 확실히 움직임이나 행동이 자연스러우며, 샘플링 기능을 보여주었다.

## 오류
처음 장면에 마커스가 약물주입을 받는동안 스텐드빚에 노출되어 있는 상태였지만 코건박사가 스텐드 빚을 가리는데 그다음장면에서 코건박사의 그림자를 찾을 수가 없다.

## 평가
《터미네이터 4: 미래 전쟁의 시작》는 시리즈 최초로 아널드 슈워제네거가 출연을 하지 않았는데, 이는 그가 당시 캘리포니아 주지사 임기 중이였기에 모든 영화의 출연을 거절했었기 때문이다. 기대와는 달리 그다지 흥행을 하지 못하였다. 《터미네이터 3》의 수익 $433,371,112에 비해 《터미네이터 4: 미래 전쟁의 시작》은 $372,046,055로 수익의 차이가 있었고 미국에서는 《박물관이 살아있다 2》에 박스오피스 1위 자리를 내주기도 했다.
역대 터미네이터 시리즈 중 유일하게 이 영화는 대한민국 지상파 방송사 어느 곳도 이 영화의 더빙판을 방영하지 않았기 때문에 이 영화의 더빙을 맡은 한국 성우가 없다. 후속작인 터미네이터 제니시스는 한국방송공사에서 더빙으로 방영하였다.

## 흥미로운 사실
- 전편에서 존 코너를 맡은 닉 스탈이 그대로 캐스팅할 예정이었으나, 스탈은 "스토리가 미래 세계인 만큼 내 캐릭터도 변해야 한다"고 거절을 했다. 그리하여 크리스천 베일로 교체가 되었다.
- 전편에서 케이트 코너 역을 맡았던 클레어 데인스는 속편에 관심이 없다며 브라이스 댈러스 하워드로 교체가 되었다.
- 터미네이터 4부작에 다 참여한 사람은 바로 스탠 원스턴이다.
- 이 작품은 스탠 원스턴의 유작 작품이지만 그의 마지막 작품은 2009년 개봉한 제임스 캐머런의 아바타이다.
- 이번 각본에는 역대 최고인 10명이 참여했으며 지금까지 역대 최고는 스파이더맨 2의 4명이였다.
- 터미네이터 3부작에서 피터 실버먼 박사 역을 맡았던 얼 보엔이 이번 편부터 출연거부 하면서 실버먼이 죽는 장면은 삭제가 되었다.
- 영화의 끝 부분인 코너와 T-800 의 싸움에서 T-800은 아널드 슈워제네거로 캐스팅 하려고 했으나, 그의 출연이 무산되어 몸은 로랜드 킥킹거가 맡고 얼굴은 CG를 통해 슈워제네거의 얼굴을 재현했다.
- 원래 결말은 존 코너가 T-800과의 전투로 인해 죽어 그의 육체를 마커스에게 인식시켜 마커스가 존 코너가 되는 결말인데, 개봉 전에 결말이 유출되어 급 수정해 마커스가 자신을 희생해 코너에게 목숨을 준 것으로 끝나게 된다.